# Potențialul vitezei
În mecanica mediilor continue potențialul vitezei este un potențial scalar⁠(d) utilizat în teoria curgerii potențiale. A fost introdus de Joseph-Louis Lagrange în 1788.
Este folosit când un mediu continuu se mișcă într-un spațiu simplu conex și este irotațional⁠(d). In acest caz,
{\displaystyle \nabla \times \mathbf {u} =0\,,}
unde u este câmpul de viteze. Ca rezultat, u poate fi reprezentat ca un gradient al câmpului scalar, funcția Φ:
{\displaystyle \mathbf {u} =\nabla \Phi \ ={\frac {\partial \Phi }{\partial x}}\mathbf {i} +{\frac {\partial \Phi }{\partial y}}\mathbf {j} +{\frac {\partial \Phi }{\partial z}}\mathbf {k} \,.}
Φ este cunoscută drept potențialul vitezei pentru u.
Potențialul vitezei nu este unic. Dacă Φ este un potențial al vitezei, atunci Φ + a(t) este și el un potențial al vitezei pentru u, unde a(t) este o funcție scalară de timp și poate fi constantă. Cu alte cuvinte, potențialele vitezei sunt unice până la o constantă sau în funcție doar de timp.
Laplacianul unui potențial al vitezei este egal cu divergența curgerii respective. Prin urmare, dacă un potențial al vitezei satisface ecuația lui Laplace, curgerea potențială este incompresibilă.
Spre deosebire de o funcție de curent⁠(d), un potențial al vitezei poate exista într-o curgere tridimensională.

## Utilizarea în acustică
În acustica teoretică, este adesea de dorit să se lucreze cu ecuația undei acustice⁠(d) a potențialului vitezei Φ în loc de presiune p și/sau viteza particulelor u.
{\displaystyle \nabla ^{2}\Phi -{\frac {1}{c^{2}}}{\frac {\partial ^{2}\Phi }{\partial t^{2}}}=0}
Rezolvarea ecuației undei, fie pentru câmpul p, fie pentru câmpul u nu oferă neapărat un răspuns simplu pentru celălalt câmp. Însă când se rezolvă Φ, nu numai că se găsește u așa cum este prezentat mai sus, dar și p este ușor de găsit, din ecuația lui Bernoulli (liniarizată) pentru o curgere nestaționară, dar irotațională: 
{\displaystyle p=-\rho {\frac {\partial \Phi }{\partial t}}.}